# Bus Driver
Bus Driver (рус. «Водитель автобуса») — компьютерная игра в жанре автосимулятора, в котором игроку предлагают стать водителем автобуса. В России игра издана компанией Акелла под названием «Bus Driver: Дорогу автобусам!».
Помимо стандартной версии игры, существует Bus Driver Gold, которая отличается от обычной версии наличием нескольких новых маршрутов, одного нового автобуса, дополнительным видом камеры и исправлением совместимости с DirectX.

## Игровой процесс
Игра предлагает вместо бешеных гонок по городским улицам проехать 30 маршрутов, проложенных по большому городу, соблюдая правила дорожного движения и перевозки пассажиров. Для вождения доступны 12 машин. Задания включают в себя перевозку школьников, туристические экскурсии и транспортировку заключённых.
Перед началом миссии игроку демонстрируются её название, описание, схема маршрута на карте города и автобус, который будет использоваться в задании. После короткой загрузки игрок видит выбранный автобус, припаркованный в гараже или на автостанции. Далее, после поездки до первой остановки, необходимо следовать по маршруту, соблюдая правила дорожного движения и останавливаясь на всех остановках. За соблюдение правил и аккуратную езду начисляются очки, за нарушения — списываются. С каждым уровнем маршруты становятся длиннее и сложнее. По завершении маршрута игрок получает общий счёт очков. Чтобы успешно завершить задание, итоговый счёт должен быть положительным. Если он отрицательный — задание считается проваленным и его нужно пройти заново.
В игре представлено 5 уровней и 30 заданий. Дополнительный шестой уровень доступен только в Bus Driver Gold Edition. Для открытия следующего уровня требуется успешно завершить не менее четырёх из шести заданий текущего уровня.
Помимо перевозки школьников и туристов, в игре есть задания по транспортировке заключённых. В таких миссиях допускаются нарушения правил дорожного движения (например, проезд на красный свет или выезд на встречную полосу). Вместо автобусных остановок на маршруте размещены контрольные блокпосты, проезд через которые приносит очки.

## Отзывы
| Сводный рейтинг | Сводный рейтинг |
| Агрегатор       | Оценка          |
| --------------- | --------------- |
| GameRankings    | 62,42 %         |